# Vrbovka úzkolistá
Vrbovka úzkolistá či vrbka úzkolistá (Epilobium angustifolium, synonymum Chamaenerion angustifolium) je vytrvalá léčivá bylina z čeledi pupalkovité (Onagraceae).

## Název
Latinské druhové pojmenování angustifolium je složeninou slov angustus (tj. úzký) a folium (tj. list) a poukazuje na úzké listy rostliny. Lidově se vrbovka v češtině označuje též jako: chmýří, Ivanův čaj, koptický čaj, kurilský čaj a pejří.

### Taxonomie
Někteří autoři druh řadí do rodu Chamerion, pak rostlinu většinou česky nazývají jako vrbka úzkolistá, např. Květena ČR. Kubát 2001 včleňuje rod Chamerion do rodu Epilobium ve stejném pojetí jako ho měl Linné.

## Popis

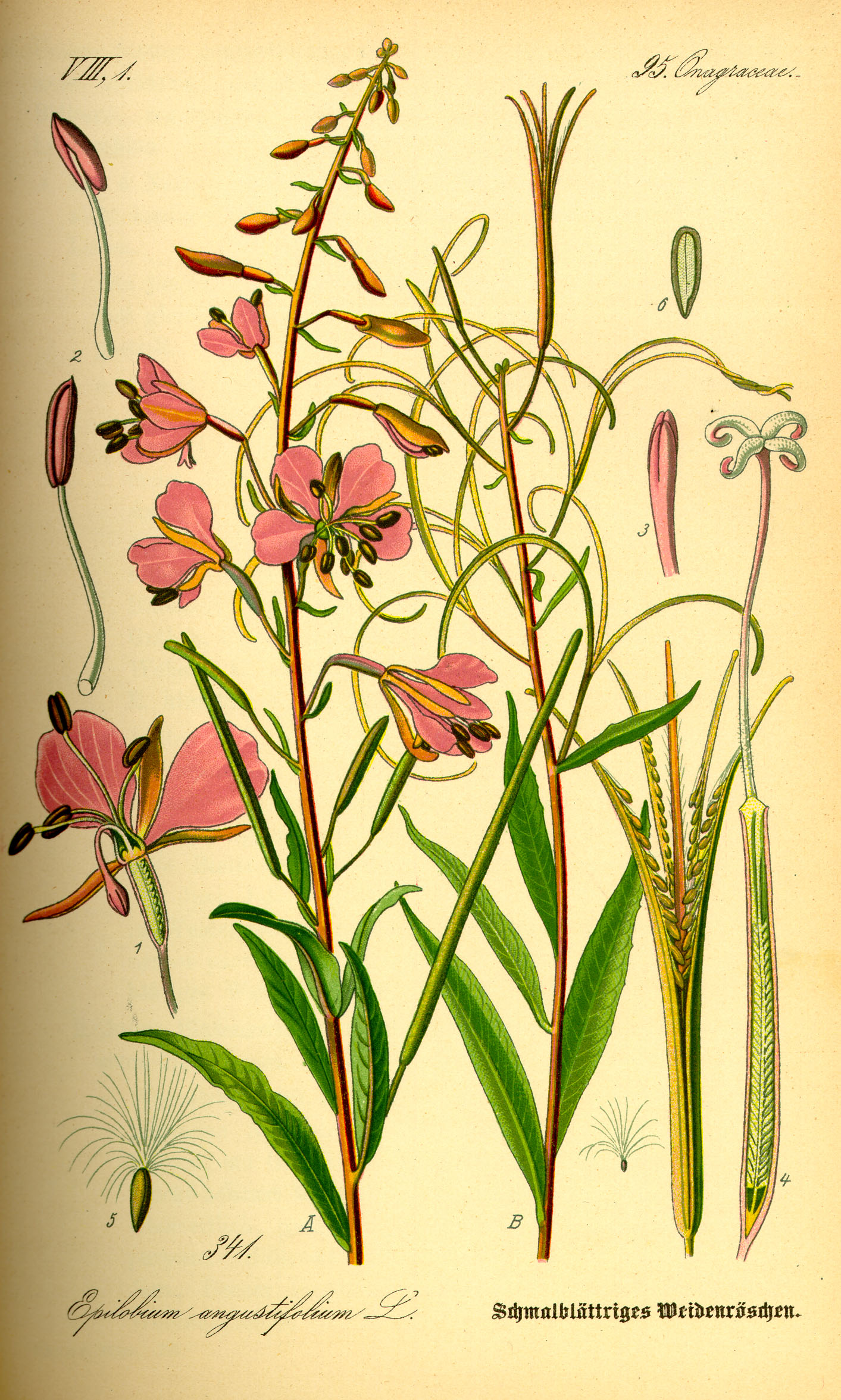
Ilustrace vrbovky úzkolisté, 1885

Jedná se o vytrvalou rostlinu dosahující výšky nejčastěji 50–200 cm. Oddenky jsou dlouhé a plazivé, z nich vybíhají dlouhé světlé podzemní výběžky. Kořeny rostliny jsou tlusté a zdřevnatělé. Lodyha je většinou jednoduchá, zřídka chudě větvená, často červenavě naběhlá, lysá, jen v horní části řídce přitiskle pýřitá, báze lodyhy nedřevnatí. Vrbám podobné listy jsou střídavé, poměrně četné, přisedlé až krátce řapíkaté. Čepele jsou nejčastěji čárkovitě nebo podlouhle kopinaté až podlouhle eliptické, na líci tmavozelené, na rubu sivozelené s vyniklou žilnatinou, asi 5–20 cm dlouhé a 1–2 cm široké, na okraji mírně zvlněné a trochu podvinuté. Květy jsou uspořádány v květenstvích, v bohatých vrcholových dlouhých pyramidových hroznech a vyrůstají z paždí listenu. Květy jsou čtyřčetné, kališní lístky jsou 4, o málo kratší než korunní lístky. Korunní lístky jsou taky 4, jsou nejčastěji 10–16 mm dlouhé, na vrcholu zaokrouhlené nebo velmi mírně vykrojené, horní trochu větší než dolní, proto jsou květy mírně souměrné, jsou růžově purpurové barvy, zřídka bělavé. Ve střední Evropě kvete nejčastěji v červnu až v září.
Tyčinek je obvykle 8. Semeník se skládá ze 4 plodolistů, je spodní, čnělka je přímá, blizna je čtyřlaločná. Květní vzorec je ✶/↓ K4 C4 A4+4 nebo 4+0 Ğ(4). Její pylová zrna jsou velká, trojhranná, se třemi otvory a zrnitým povrchem. Plodem je asi 4–8 cm dlouhá tobolka, je přitisle pýřitá, v obrysu čárkovitého tvaru, čtyřhranná a čtyřpouzdrá, otvírá se 4 chlopněmi, obsahuje mnoho semen. Semena jsou cca 1–1,3 mm dlouhá, na vrcholu s chmýrem, osemení je hladké. Jedna tobolka obsahuje až 500 semen, což znamená, že jedna rostlina může za rok vytvořit až 80 tisíc semen. Šíří se pomocí větru (anemochorie). Počet chromozómů je 2n=36, mimo ČR i 72 nebo 108.

## Rozšíření

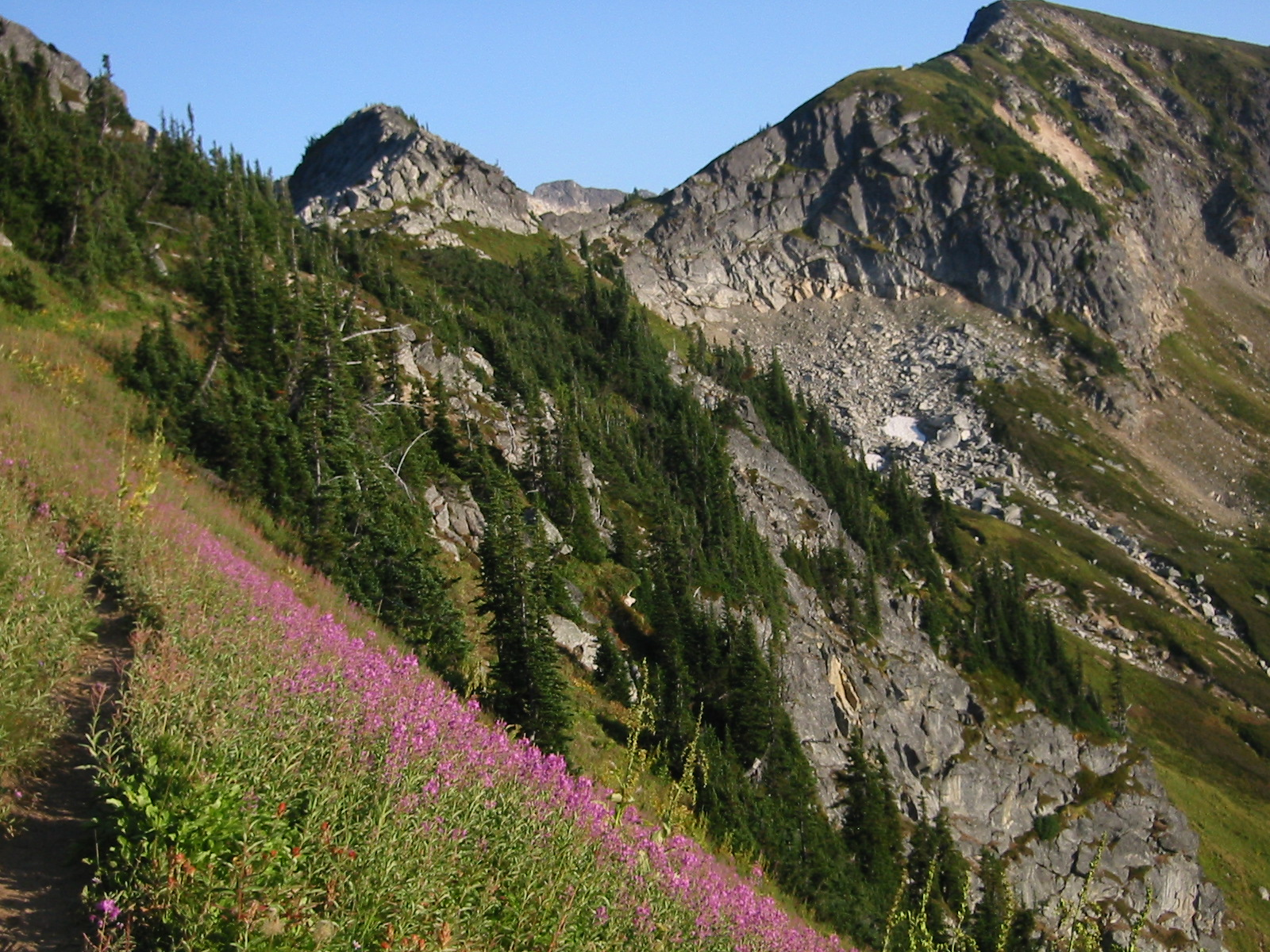
Vrbovka rostoucí u stratovulkánu Glacier Peak v Kaskádovém pohoří na severozápadě Spojených států amerických v nadmořské výšce přes 2200 m n. m.

Vrbovka úzkolistá má rozsáhlý areál. Roste v téměř celé Evropě, i v severských oblastech Islandu a Grónska, v Asii, včetně Malé Asie, Kavkazu, Sibiře, Dálného východu a Japonska. Její areál zabírá také velké části Severní Ameriky, s výjimkou jihovýchodních částí Spojených států amerických. V Česku jde o hojně rozšířený druh, který je v rámci vegetační stupňovitosti zastoupen od planárního (tj. nížinného) až po alpinský stupeň.
Roste především na lesních a lesu blízkých stanovištích, jako jsou lesní světliny, lemy a paseky, kde může tvořit nápadnou dominantu porostu. Jde o antrakofilní rostlinu, což znamená, že se jí dobře daří na spáleništích. Zároveň jde o významný pionýrský druh. Vrbovka úzkolistá je rovněž zastoupena na různých ruderálních stanovištích (tj. v prostředí člověkem významně pozměněném a dále ponechaném vlastnímu vývoji), jako jsou rumiště, okraje cest a silnic, železniční náspy, lomy, výsypky apod. Zpravidla roste v pospolitých porostech na kamenitých, štěrkovitých, hlinitopísčitých či hlinitých půdách.

## Obsažené látky
Rostlina obsahuje flavonoidy, třísloviny a steroly. V listech je přítomen gallatonin, triterpeny, pektin, vitamín C a alkaloidy. Květy naproti tomu obsahují nonasean, cerylalkohol, chanerol s cytistatickým působením a sitosterin, zatímco kořeny polysacharidy.

## Využití

### Léčitelství

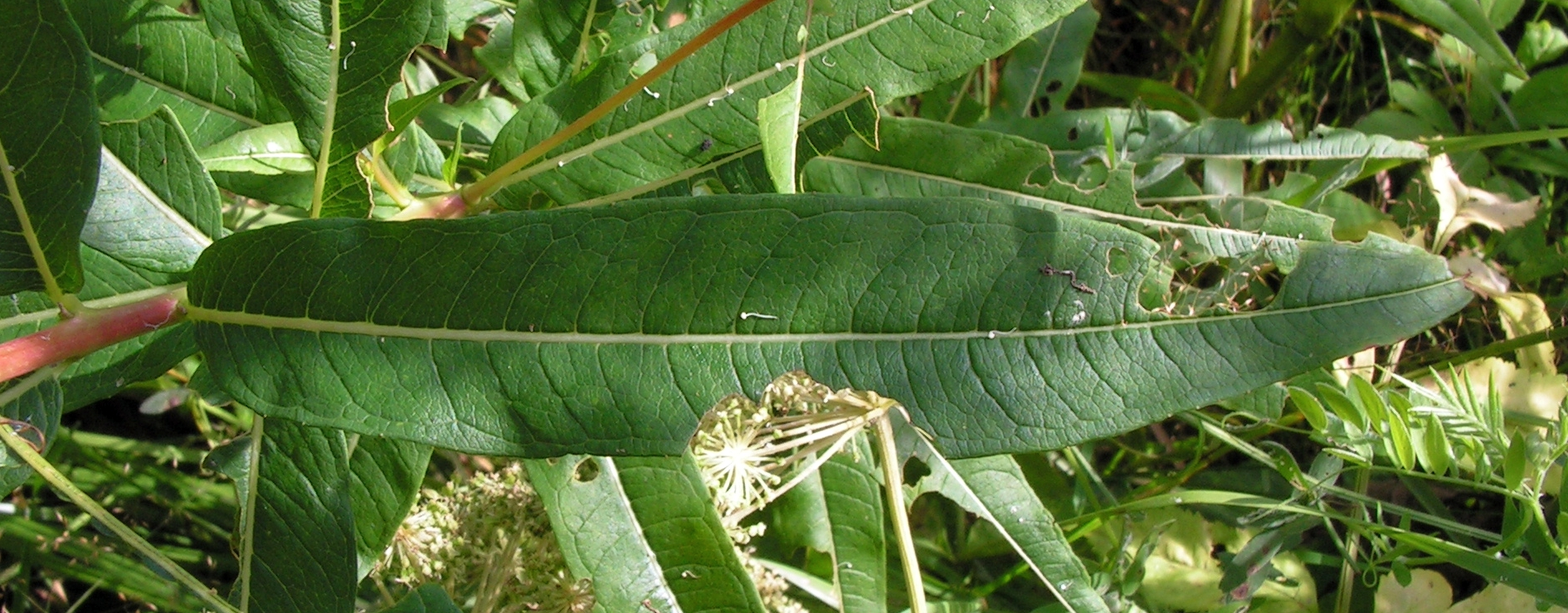
Detail listů

Drogou rostliny jsou listy, z nichž se připravuje nálev, či se přidávají do čajových směsí. Méně často se sbírá květ, kvetoucí nať či oddenek. Vrbovka úzkolistá odstraňuje pocit psychického napětí, úzkosti a tísně, snižuje psychicky způsobené bolesti hlavy, působí proti nespavosti a má protizánětlivý účinek a chrání sliznice, především sliznice trávicího ústrojí. Příznivý vliv má taktéž při průjmových infekčních chorobách. Má rovněž příznivý účinek při prostatických potížích, podobně jako vrbovka malokvětá (Epilobium parviflorum), která je za tímto účelem používána častěji. S ohledem na obsah látek hormonální povahy pomáhá při problémech souvisejících s klimakteriem. Severoamerický indiánský kmen Dena'ina používal mízu z vrbovky při ošetření ran, neboť věřil, že má protizánětlivé účinky.

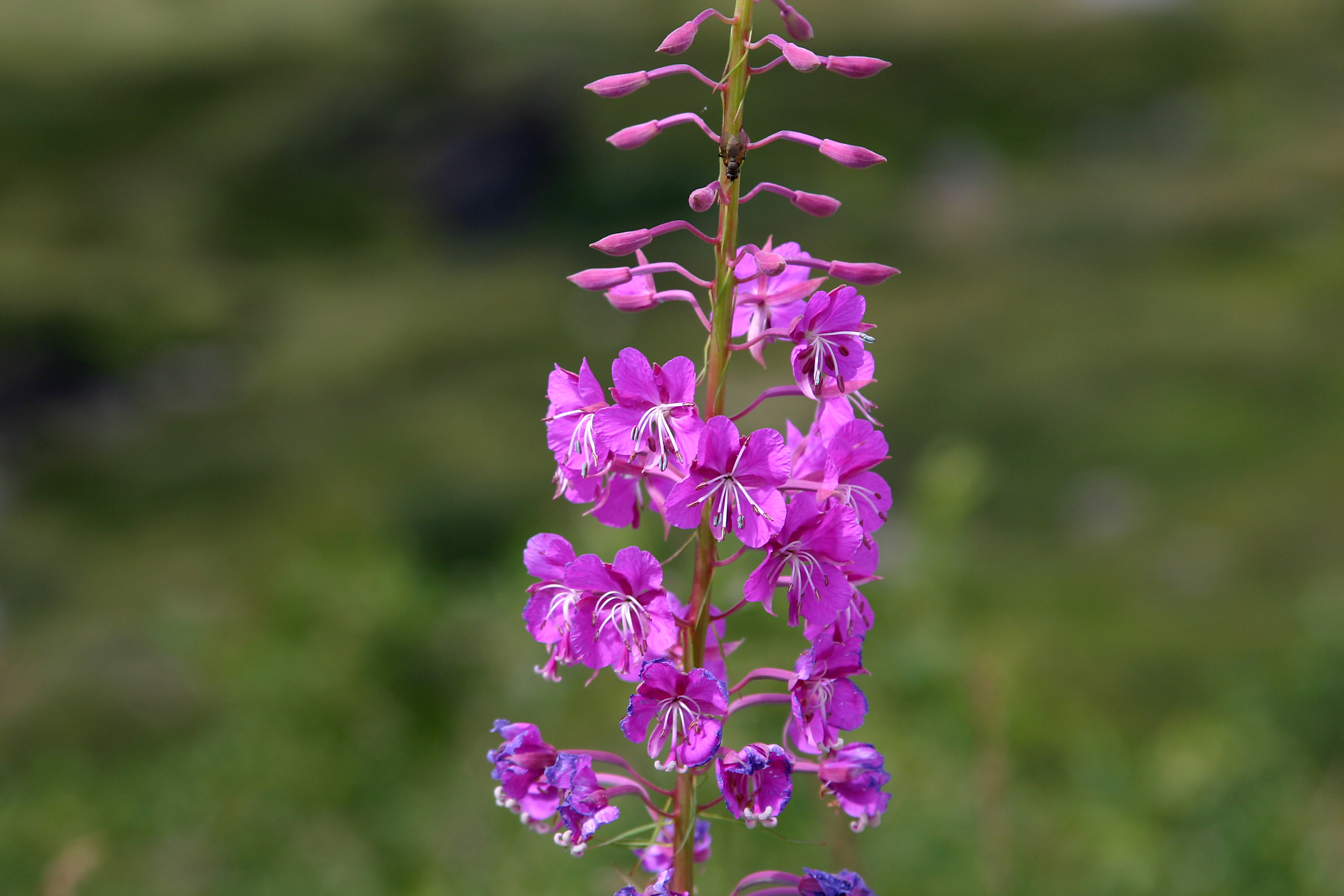
Detail květenství

I přes své hojné rozšíření se v českém lidovém léčitelství prakticky nepoužívá. V českém herbáři z roku 1899 se v souvislosti s vrbovkou píše: „Kořen a letorosty mladé jedí se. Kořen a listy potřebují se za lék, jenž obměkčuje, rozhání a svírá.“

### Další užití
Ze sušených listů vrbovky úzkolisté lze připravit čaj, který se kromě jiných míst pije hojně v oblasti Ruska a Kavkazu. V tomto regionu je známý pod různými názvy, a to jako čaj Ivanův, kaporský, koptský, kurilský či koptický, a svého času se jednalo o nejoblíbenější nealkoholický nápoj v Rusku. Změna v popularitě nastala v důsledku nástupu černého čínského čaje, především v oblastech za Uralem se však pije i nadále.
Mladé listy a výhonky se zejména v severních oblastech (Anglie, Kanada, Kamčatka) vaří jako zelenina podobná salátu nebo zelí. Použití našly i jako listová zelenina, a mladé výhonky před rozkvětem rostliny lze připravovat jako chřest. Mají trochu hořkou chuť a jsou bohaté na provitamín A a vitamín C. Severoamerický indiánský kmen Dena'ina je rovněž používal jako doplněk stravy pro své psy.
Na severozápadě Spojených států amerických je vrbovka používána jako umělé sladidlo a přidává se do cukrovinek, džemů, zmrzlin (včetně indiánské zmrzliny sxusem) a sirupů.
Chmýří lze po odkvětu spřádat.

## Kultura

Vlajka Yukonu

Vrbovka úzkolistá patří od roku 1957 mezi symboly teritoria Yukon, nacházejícího se v severozápadní části Kanady, a je vyobrazena na jeho vlajce. V roce 2002 byla ve Spojeném království v rámci kampaně County Flowers zvolena květinou Londýna. S městem ji totiž spojuje historie. Když nacistické Německo během druhé světové války Londýn bombardovalo, byla vrbovka jakožto pionýrský druh jednou z prvních, která začala růst na ruinách, a symbolizovala tak obnovu města.